# Manajle
Manajle (izvirno srbsko Манајле) je naselje v Srbiji, ki upravno spada pod Občino Vladičin Han; slednja pa je del Pčinjskega upravnega okraja.

## Demografija
V naselju živi 55 polnoletnih prebivalcev, pri čemer je njihova povprečna starost 55,0 let (53,4 pri moških in 56,5 pri ženskah). Naselje ima 27 gospodinjstev, pri čemer je povprečno število članov na gospodinjstvo 2,22.
To naselje je popolnoma srbsko (glede na rezultate popisa iz leta 2002).
|  |

| Demografija | Demografija     | Demografija     |
| Leto        | Št. prebivalcev | Št. prebivalcev |
| ----------- | --------------- | --------------- |
|             |                 |                 |
|             |                 |                 |
|             |                 |                 |
|             |                 |                 |
| 1948        | 219             |                 |
| 1953        | 216             |                 |
| 1961        | 242             |                 |
| 1971        | 152             |                 |
| 1981        | 113             |                 |
| 1991        | 78              | 78              |
| 2002        | 60              | 60              |
|             |                 |                 |

| Etnična sestava po popisu iz leta 2002 | Etnična sestava po popisu iz leta 2002 | Etnična sestava po popisu iz leta 2002 | Etnična sestava po popisu iz leta 2002 | Etnična sestava po popisu iz leta 2002 |
| -------------------------------------- | -------------------------------------- | -------------------------------------- | -------------------------------------- | -------------------------------------- |
| Srbi                                   | Srbi                                   |                                        | 60                                     | 100,0%                                 |
| Neznano                                | Neznano                                |                                        | 0                                      | 0,0%                                   |